# Stelospongia cribriformis
Stelospongia cribriformis är en svampdjursart som först beskrevs av Hyatt 1877.  Stelospongia cribriformis ingår i släktet Stelospongia och familjen Thorectidae. Inga underarter finns listade i Catalogue of Life.